# Magnitudine limite
La magnitudine limite è la magnitudine apparente della stella più debole presente nel campo visivo dell'osservatore. Questo valore dà un'indicazione della qualità del cielo che si sta osservando.
La magnitudine limite ad occhio nudo e sotto un cielo perfettamente buio e terso è circa 6; questo valore può diminuire a causa di luce diffusa (a causa dell'inquinamento luminoso o per la presenza della Luna prossima al plenilunio) o per la presenza di velature nuvolose. Esistono delle apposite carte celesti che permettono di valutare la magnitudine limite semplicemente contando il numero di stelle all'interno di un'area delimitata da stelle molto luminose e facilmente riconoscibili: più stelle ci sono, più profonda sarà la magnitudine limite.
In astrofotografia, la magnitudine limite di una ripresa è la magnitudine della stella più debole in essa contenuta; il suo valore dipende generalmente dal tempo di esposizione e dalla risposta spettrale del sensore. I CCD, per esempio, sono più sensibili al rosso e al vicino infrarosso delle comuni pellicole fotografiche. Di conseguenza, due riprese della stessa zona, una CCD e una "chimica", che abbiano la stessa magnitudine limite per le stelle blu, possono avere limiti molto diversi (2-3 magnitudini) per quelle rosse.

## Astronomia amatoriale (esempi concreti)
Il valore della magnitudine apparente cambia a seconda del luogo di osservazione. Empiricamente si può osservare che gli abitanti della zona periferica di New York possono osservare potenzialmente una magnitudine limite di 4.0. Tale valore corrisponde a circa 250 stelle visibili, ovvero un decimo del totale delle stelle che possono essere osservate sotto un cielo buio privo di inquinamento luminoso.
Dai quartieri periferici di New York come Brooklyn, Queens, Staten Island o il Bronx), il limite può abbassarsi a 3.0, consentendo di osservare circa 50 stelle. Dal centro di Manhattan, il limite si abbassa a 2.0. Ciò significa che dal centro di una città come New York sono visibili circa 15 stelle per notte su tutta la volta celeste.
Dalle aree relativamente buie delle periferie cittadine, il limite di solito  si approssima al 5 o poco più, ma da siti geografici molto isolati e privi di inquinamento, è possibile osservare ai limiti dell'ottava magnitudine visuale. La gran parte degli osservatori è in grado di osservare stelle con magnitudine limite di 6. Tale valore era il limite che le mappe stellari consideravano nella loro stampa, prima dell'invenzione del telescopio.